# Tytuł egzekucyjny
Tytuł egzekucyjny – orzeczenie sądowe lub inny dokument urzędowy stwierdzający:
1. istnienie i zakres roszczenia wierzyciela, a tym samym
2. istnienie i zakres obowiązku świadczenia dłużnika.

Tytuł egzekucyjny w sposób wyraźny i jednoznaczny określa ponadto, kto jest wierzycielem, a kto dłużnikiem. Tytuł egzekucyjny, po nadaniu mu przez właściwy sąd klauzuli wykonalności, staje się tytułem wykonawczym, który stanowi podstawę do wszczęcia i prowadzenia egzekucji w trybie przepisów o postępowaniu egzekucyjnym. Katalog tytułów egzekucyjnych zawiera art. 777 Kodeksu postępowania cywilnego (dalej jako kpc).

## Wyłączenia
Aby dokument został uznany za tytuł egzekucyjny, nie wystarczy spełnienie kryteriów formalnych. Nie każdy wyrok czy ugoda nadają się do egzekucji. Dlatego też doktryna i judykatura stworzyły zbiór wymagań materialnych, które muszą być spełnione, by dokument wymieniony w art. 777 kpc, czy w innych ustawach, mógł stanowić tytuł egzekucyjny. W szczególności wymaga się, by wyraźnie oznaczał strony, dokładnie określał świadczenie, czyli zachowanie się dłużnika oraz był sformułowany w sposób zrozumiały i możliwy do wykonania pod względem faktycznym i prawnym.
Wśród dokumentów spełniających wymagania formalne, ale niespełniających materialnych, przykładowo wymienia się wyrok ustalający istnienie bądź nieistnienie stosunku prawnego. Wyrok taki nie określa świadczenia, tylko ustala, że dany stosunek prawny między stronami istnieje. Podobnie wyrok ustalający ojcostwo nie określa świadczenia. Wyroki te mogą stanowić tytuł egzekucyjny jedynie w zakresie zwrotu kosztów procesu, w tym zwrotu kosztów zastępstwa prawnego. Stąd też sąd nadając klauzulę wykonalności takiemu orzeczeniu zaznaczy w niej, że egzekucji podlega punkt dotyczący kosztów.
Zgodnie z orzecznictwem Sądu Najwyższego, jeśli dokument nie spełnia wymagań materialnych, nie może być mu nadana klauzula wykonalności.